# Serge Filippini
 (février 2014).
Si vous disposez d'ouvrages ou d'articles de référence ou si vous connaissez des sites web de qualité traitant du thème abordé ici, merci de compléter l'article en donnant les références utiles à sa vérifiabilité et en les liant à la section « Notes et références ».
Serge Filippini est un écrivain français, né à Pontarlier (Doubs) en 1950. Il est notamment l'auteur de L'Homme incendié, une fiction romanesque inspirée par la vie, la philosophie et la mort sur le bûcher de Giordano Bruno.

## Biographie
Le père de Serge Filippini, Pierre, exerce la profession de projectionniste dans un cinéma de Pontarlier, Le Central. Sa mère, Geneviève,  est ouvreuse dans ce même cinéma. Le couple a deux enfants: Serge et Joël.
Serge Filippini rencontre la littérature dans l'enfance, par le roman d'aventure. Puis il se passionne pour la poésie française et écrit lui-même des poèmes dès le collège.
À 18 ans, alors lycéen, il s'engage dans les événements de Mai 68. Il se destine d'abord à l'enseignement, puis à l'éducation spécialisée, avant d'opter pour des études de philosophie qui, elles-mêmes, le ramèneront à la fiction littéraire.

## L'Homme incendié
Le roman se présente comme le dernier écrit de Giordano Bruno, une autobiographie philosophique rédigée en prison durant les sept journées qui précèdent le supplice du penseur. Bruno projette dans un ultime geste littéraire sa doctrine et l'existence qui la porte, une vie marquée du sceau d'une homosexualité assumée.
Le livre paraît dans une période marquée en France par une recrudescence de l'intérêt pour Giordano Bruno, et il bénéficie d'une large couverture médiatique. La critique loue les qualités de l'ouvrage, non sans s'interroger toutefois sur la validité de l'option choisie par l'auteur : privilégier une œuvre de fiction, peut-être au détriment du « vrai » Bruno. Tout en soulignant, lui aussi, les audaces de l'auteur, Pascal Quignard fait observer que le thème de l'homosexualité n'est pas conforme à la vérité historique. Pour sa part, le critique Pierre Lepape note, que l'auteur a su « reconstruire dans son écriture même une époque où les savoirs anciens sombrent et où les savoirs nouveaux balbutient », et conclut qu'il « n'a pas songé qu'au seizième siècle en racontant cette cruelle histoire. »
Plus tard, dans son Giordano Bruno (Fayard, 1995), Bertrand Levergeois qualifiera d'« insolite » le portrait du philosophe brossé par Serge Filippini. La version anglaise du livre (The Man in flames, traduction de Lis Nash, Dedalus, Oxford, 1999) sera désignée comme l'un des dix meilleurs livres de l'année par le critique littéraire Tariq Ali.

## Comœdia
Comœdia est une fiction dans le style "imaginaire" mettant en scène un être doté — ou embarrassé — de pouvoirs miraculeux qui l'empêchent de trouver l'amour. Le livre a fait l'objet de plus de trente recensions. Dans le Quotidien des Livres du 30 septembre 1992, Alain Bosquet le présente comme un « plaidoyer pour le mélange des genres » et poursuit : « Comœdia est écrit avec une grande allégresse et un appétit qui ne se dément pas. C'est que le personnage de Gobbio, quelque contradictoire et fuyant qu'il soit, ne se dispense jamais d'une véritable intériorité. »

## Haut Mal
C'est la reprise, sous un autre titre, et chez un autre éditeur (Phébus) du roman Angèle, initialement paru aux éditions Régine Deforges. Si le style du récit a été allégé, la trame est demeurée la même: le commis-voyageur Joseph Brentano cherche dans la jouissance un remède à son désespoir, ignorant qu'il est en quête d'amour et de sens.[Interprétation personnelle ?]

## Le Roi de Sicile
Cette fiction historique, dont l'action se déroule au treizième siècle, met en scène le destin de Pier Angelerio, ermite devenu pape sous le nom de Célestin V, célèbre pour avoir renoncé volontairement à sa charge après six mois de règne. Elle est composée comme une fresque cubiste sur le thème du pouvoir. Le roman revient sur le millénarisme et sur un "âge heureux" susceptible d'advenir. Certains commentateurs y ont vu une allégorie politique des années 1980: le cynisme dévorant l'utopie. Dans le Monde des Livres du 2 mai 1998, Philippe-Jean Catinchi conclut ainsi son analyse de ce roman: "La leçon du saint ermite de Filippini reste sage: renoncer est le seul geste de courage."

## Un amour de Paul
Un écrivain se rend à Rome dans le but de relever le défi lancé autrefois par Pier Paolo pasolini: écrire le scénario d'un grand film sur saint Paul. À l'abbaye Tre Fontane, dans le lieu même où s'est déroulé le supplice de l'apôtre, il croise une actrice qui l'entraîne sur un chemin spirituel.[Interprétation personnelle ?]

## Deux testaments
« Le récit entrepris par cet homme de passage s'inscrit sur la page blanche qui relie un père juif et un enfant chrétien. » C'est ainsi que le roman est présenté par Jean-Michel Ulmann dans Impact Médecine du 4 septembre 2008. Inspirée de faits réels, l'histoire raconte la vie d'une famille juive dans la France de l'entre-deux-guerres, de l'occupation et de l'après-guerre. Le récit se déroule à travers le regard d'un homme qui a jeté au feu son exemplaire de la Thora au moment où Hitler déclenchait l'extermination des Juifs d'Europe. Dans le Figaro Littéraire, Astrid de Vergnette fait observer : « Il ne suffit pas de jeter sa Bible au feu quand on a 12 ans pour se débarrasser du Très-Haut. Comme disait saint Augustin, Dieu fuit ceux qui Le cherchent et cherche ceux qui le fuient. »

## Le Combat des Trente
Le Combat des Trente, un épisode bien connu de la Guerre de Cent Ans, est repris ici dans une œuvre d'anticipation apocalyptique. L'action ne se déroule pas en Bretagne au quatorzième siècle, mais à Paris en 2100. Dans ce qui reste de Paris, du moins, car l'Europe a été balayée par les conflits mondiaux et les catastrophes environnementales. Deux tribus ont élu domiciles dans des tours, et s'affrontent sur un carreau pareil à un échiquier.[Interprétation personnelle ?]

## Viola d'Amor
Ce roman est une sorte de petit opéra érotique dont l'action a pour décor la Lombardie, région dont est originaire la famille paternelle de l'auteur.[Interprétation personnelle ?]

## Motifs
C'est le seul ouvrage de non fiction publié par Serge Filippini. Y est posée la question qui servait d'incipit au Nadja d'André Breton : « Qui suis-je ? » Cet autoportrait contient des illustrations parfois mystérieuses.[Interprétation personnelle ?]

## Rimbaldo
Roman inspiré par une photographie de groupe prise à Aden en 1880, sur laquelle figure Arthur Rimbaud. L'auteur imagine les conflits et passions qui relient les sept personnages de la scène. Rimbaud s'est détourné de la poésie pour devenir commerçant; ce jour-là, il se détourne pareillement de l'amour. Rimbaldo a obtenu le Prix Marcel Aymé 2015.[Interprétation personnelle ?] Une édition de poche de Rimbaldo est sortie en janvier 2018 chez Libretto.

## J'aimerai André Breton
Paru le 16 août 2018, à Paris, aux éditions Phébus, ce roman pourtant court évoque une période qui va des années 60 à nos jours. En septembre 1966, l'écrivain surréaliste André Breton achève ses vacances dans sa maison d'été de Saint-Cirq-Lapopie quand il reçoit la visite d'une jeune femme prénommée Chance. Cette jeune femme a fui Paris après avoir été violée par son compagnon. Sa rencontre avec le "pape" du surréalisme marquera pour elle le début d'une conversion mystique. Selon Mohammed Aissaoui (Le Figaro), on « comprend, ou on aimerait comprendre, que le sacré, le mystique et la solitude constituent des chemins vers la liberté ». Dans un article de La Cause littéraire, Robert Sctrick, après avoir souligné le « travail de références sous-jacentes » de l'auteur et son « archéologie tout-terrain », conclut par ces mots : « Et Dieu, dans tout ça? […] Je ne crois pas que ce soit Lui qui ait tiré toutes ces ficelles, mais je ne serais pas étonné de dire que c'est Lui, le je du titre. Simplement il n'a pas encore choisi. Forcément, c'est un Dieu caché ». Enfin, dans un article de L'Humanité intitulé Une autre Nadja, Jean-Claude Lebrun décrit J'aimerai André Breton comme une « brillante illustration du mentir-vrai qui tire précisément sa substance de l'histoire littéraire ».

## Monastère
Paru le 5 mai 2023 à Paris, aux éditions Phébus, ce roman se déroule au dixième siècle en Irlande, sur l'île de Skellig.

## Publications

### Sous son nom
- Angèle, Régine Deforges, 1986
- La Vie en double[5], Phébus, 1987
- L’Aquarium[6], Phébus, 1989
- L’Homme incendié, Phébus, 1990, prix Oscar-Wilde 1990
  - Traductions : The Man in flames, Dedalus ; Der Ketzer vom Campo dei Fiori, Rütten & Loening ; Confesiones de un hereje, Emecé ; Stên proa ton érôta péthaino dnotukës, Psychogios
- Comœdia[7], Phébus, 1992, prix Millepages 1993
  - Traduction : Der Gefallene Engel, Rütten & Loening
- Haut Mal, Phébus, 1993
- Le Roi de Sicile[8], Grasset, 1998
- L’Amant absolu, Le Cercle, 1999
- Un Amour de Paul, Grasset, 2000
- Érotique du mensonge, Le Cercle, 2002
- Deux Testaments[9], Phébus, 2008
- Le Combat des Trente, L’Archipel, 2009
- Viola d’Amor, Hors Collection, 2011
  - Traduction : Melodie des Verlangens, Blanvalet
- Motifs[10], Édition du Mauconduit, 2012
- Rimbaldo, La Table Ronde, 2014, prix Marcel-Aymé 2015
- J’aimerai André Breton, Phébus, 2018  (ISBN 978-2-7529-1171-1)
- Monastère, Phébus, 2023

### Sous le pseudonyme de Sam Hasseren
- Un pote, un vrai, Vauvenargues, 2002

### Articles et recensions
- « Connaissance de la fureur (Giordano Bruno) » in La Nouvelle Revue française, mai 1988, no 424
- « Frances Yates : Giordano Bruno et la tradition hermétique » in La Nouvelle Revue française, juin 1989, no 437